# Bílichov
Bílichov (en allemand : Bilichau) est une commune du district de Kladno, dans la région de Bohême-Centrale, en Tchéquie. Sa population s'élevait à 191 habitants en 2020.

## Géographie
Bílichov se trouve à 20 km au nord-ouest de Kladno et à 43 km au nord-ouest de Prague.
La commune est limitée par Žerotín à l'ouest et au nord, par Zichovec, Hořešovičky et Hořešovice à l'est, par Líský au sud-est, et par Pozdeň et Milý au sud.

## Histoire
La première mention écrite du village date de 1407.